# Sittig von Hanstein
Sittig Wilhelm Carl von Hanstein (* 5. Februar 1837 in Beuern; † 2. August 1904 in Heiligenstadt) war ein preußischer Verwaltungsbeamter und Parlamentarier. Er war Erbherr auf Unterhof-Wahlhausen.

## Herkunft
Seine Eltern waren der Forstmeister und Rittergutsbesitzer Karl von Hanstein (1786–1853) und Wilhelmine geb. von Steinmetzen (* 1. November 1797; † 2. Dezember 1887).

## Leben
Nach dem Besuch des Gymnasiums in Erfurt studierte er an der Rheinischen Friedrich-Wilhelms-Universität Bonn, der Georg-August-Universität Göttingen und der Friedrich-Wilhelms-Universität Berlin Rechts- und Kameralwissenschaften. 1858 wurde er Mitglied des Corps Borussia Bonn. Nach Abschluss des Studiums trat er in den preußischen Staatsdienst ein. 1865 wurde er Landrat des Landkreises Heiligenstadt. Das Amt hatte er bis zu seinem Tod 1904 inne.
Hanstein war Mitglied des Provinziallandtags der Provinz Sachsen. Von 1867 bis 1870 saß er als Abgeordneter des Wahlkreises Erfurt 2 (Heiligenstadt, Worbis) im Preußischen Abgeordnetenhaus in der Fraktion der Konservativen Partei. Von 1896 bis 1904 gehörte er dem Preußischen Herrenhaus an.
Er heiratete die Freiin Marie Johanna Bertha von Innhausen und Knyphausen (* 31. Oktober 1840; † 9. Mai 1900). Tochter Marie (* 27. Oktober 1873; † 18. Januar 1947) heiratete Fritz von Christen, Sohn des Hermann von Christen.

## Ehrungen
- Charakter als Geh. Regierungsrat